# 布德拉克
布德拉克（法語：Boudrac，法語發音：[budʁak]）是法国上加龙省的一个市镇，属于圣戈当区。

## 地理
布德拉克（43°11'27"N, 0°31'36"E）面积11.64 平方千米，位于法国奧克西塔尼大區上加龙省，该省份为法国西南部内陆省份，西南端与西班牙接壤，自此顺时针与上比利牛斯省、热尔省、塔恩-加龙省、塔恩省、奥德省和阿列日省接壤。
与布德拉克接壤的市镇（或旧市镇、城区）包括：巴佐尔当、蒙莱翁马尼奥阿克、于格拉、巴莱斯塔、卡扎里唐布雷、莱屈桑、阿尔内。

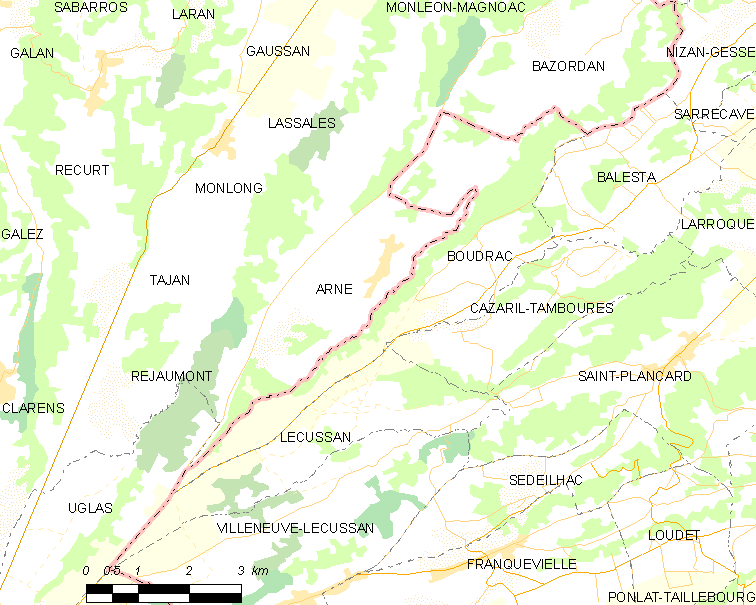
布德拉克的OSM定位图

布德拉克的时区为UTC+01:00、UTC+02:00（夏令时）。

## 行政
布德拉克的邮政编码为31580，INSEE市镇编码为31078。

## 政治
布德拉克所属的省级选区为圣戈当县。

## 人口

1962-2008年间布德拉克人口变化图示

布德拉克于2022年1月1日时的人口数量为149人。